# メンガ支石墓
メンガ支石墓 (スペイン語: Dolmen de Menga)は、スペイン・アンダルシア州マラガ県アンテケーラ近郊にある支石墓（ドルメン）。ビエラ支石墓と合わせてヨーロッパの先史時代を代表する巨石建造物であり、ヨーロッパ屈指の大きさを持つ巨石建造物である。

## 特徴

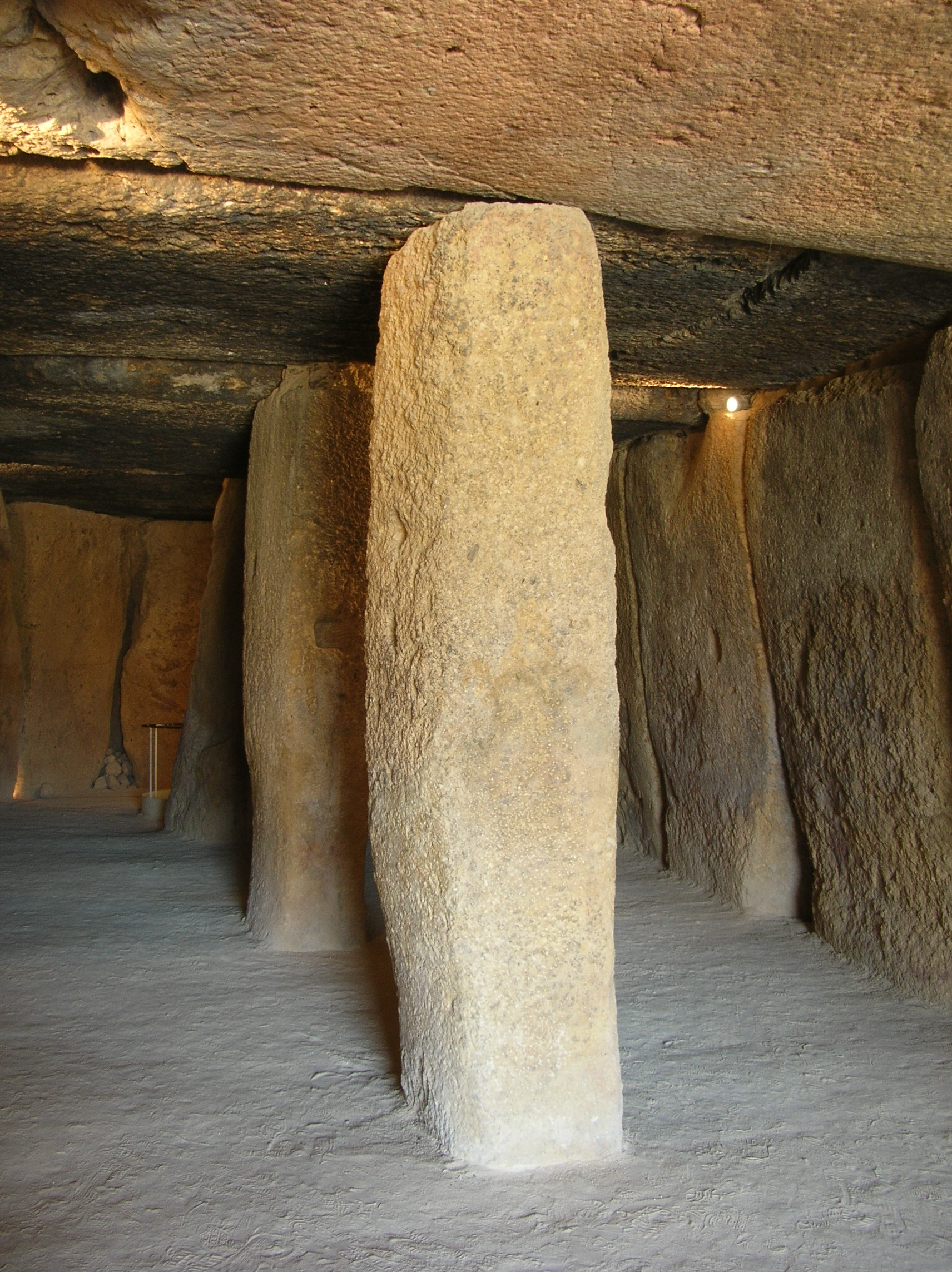
メンガ支石墓の内部

建設されたのは青銅器時代の紀元前3000年に遡る。埋葬地であるメンガ支石墓の横幅は5m、高さは4mであり、奥行は25mである。支石墓には32の巨石が用いられており、最大の巨石は重量が約180トンに達する。この支石墓は支配者階級の墓であるとされており、巨石の構築や中央部への通路が完成した後に、巨石構造は今日にみられるように土で覆われたとされている。
アンテケーラ近郊には他の巨石建造物もみられる。メンガ支石墓はビエラ支石墓から70メートル離れた場所にあり、エル・ロメラル遺跡から4キロメートル離れた場所にある。

## 歴史
メンガ支石墓はビエラ支石墓やエル・ロメラル遺跡よりも早く発見されている。19世紀に支石墓が発掘された際、考古学者が支石墓内部で数百人分の人骨を発見した。
2016年にトルコのイスタンブールで開催された第40回世界遺産委員会では、メンガ支石墓を含むアンテケーラ近郊の支石墓遺跡群が「アンテケーラのドルメン遺跡」として世界遺産（文化遺産）に登録された。